# Massacre de Kasos
O Massacre de Kasos é a designação dada ao massacre de civis gregos que a 7 de junho de 1824 ocorreu na ilha de Kasos, no contexto da Guerra de Independência da Grécia. Naquele dia, uma força naval egípcia, enviada por ordem do quediva do Egito, Maomé Ali, desembarcou na ilha cerca de 4 000 soldados albaneses que queimaram todas as construções na ilha e mataram parte da população.

## Kasos na Guerra de Independência Grega
Com a eclosão da Guerra da Independência da Grécia, Kasos possuía uma população de 7.000 pessoas e uma frota considerável. Com o início das hostilidades, os Kasiots começaram a invadir as costas da Anatólia, do Levante e até do Egito. Sob seu almirante eleito, Nikolaos Gioulios, eles também freqüentemente ajudaram os outros rebeldes gregos em Creta, Samos e em outros lugares. Como relata George Finlay, "Dizia-se que os Kasiots geralmente assassinavam seus cativos no mar", especialmente porque a ilha era estéril e podia com dificuldade sustentar sua população existente. Apostolos Vakalopoulos também aponta que o controle de Kasos era necessário para consolidar o controle otomano-egípcio sobre a rebelde Creta; estrategicamente, Kasos era análogo a Samos e Psara como um baluarte avançado e base de operações para os revolucionários gregos.
Já em junho de 1823, uma frota egípcia comandada por Ismael Gibraltar desembarcou 3.000 soldados albaneses sob Djiritli Hüseyn Bey em Creta. Na primavera de 1824, Hüseyn Bey, por meio de uma judiciosa mistura de força e terror, combinada com a anistia para os líderes rebeldes gregos que estavam dispostos a se submeter, conseguiu exterminar a revolta grega em Creta. Com Creta subjugada, o sultão otomano, Mahmud II, e seu governador semi-autônomo no Egito, Muhammad Ali, voltaram sua atenção para Kasos e resolveram fazer da ilha um exemplo.
Os Kasiots souberam de suas intenções, enviando cartas à Administração Provisória da Grécia para solicitar ajuda, mas o governo respondeu que não era capaz de mobilizar a frota por falta de dinheiro. A frota egípcia apareceu pela primeira vez ao largo da ilha em 2 de junho, lançou um bombardeio ineficaz e fez movimentos como se para desembarcar tropas; como esta provavelmente era apenas uma missão de reconhecimento, logo partiu. Não foi até 18 de junho que todos os 45 navios da frota egípcia apareceram na ilha.

## Captura de Kasos e massacre
A ilha não era bem fortificada, exceto por alguns canhões colocados na costa para cobrir o provável local de desembarque. Os comandantes egípcios, além disso, planejaram enganar os ilhéus: depois de passar pela ilha trocando tiros de artilharia pesada por dois dias com os defensores - somente no dia 19, os egípcios dispararam mais de 4.000 tiros - a frota moveu-se em direção ao extremo norte da ilha. Lá lançou 18 grandes barcos, fingindo que ali pousaria, coberto por muito fogo de mosquete; enquanto 24 barcos com 1.500 albaneses pousaram atrás da vila de Agia Marina sob o manto da noite em 19 de junho. A maior parte da população vivia nas quatro aldeias montanhosas ao redor da cidade principal, que agora estavam entre duas forças hostis. Hüseyn Bey fez um apelo à rendição, rejeitando os pedidos de tempo para considerar a proposta. Finalmente, os anciãos da aldeia decidiram se submeter; isso não impediu Hüseyn Bey de executar muitos deles mais tarde.
Os homens que estavam postados nas baterias da costa no lado oeste, sob um certo Capitão Markos, resistiram mais firmemente, mas também foram vencidos, pois os albaneses, veteranos da guerra nas montanhas, usaram a cobertura fornecida pelo terreno mais elevado para se aproximar e derrotá-los, sofrendo apenas 30 mortos e feridos no processo. O próprio Markos foi capturado e amarrado diante de Hüseyn Bey, onde de repente ele conseguiu quebrar suas amarras, agarrar uma faca de um de seus guardas e matar três deles antes que ele também morresse. Os albaneses tiveram 24 horas para saquear à vontade; as tropas egípcias apreenderam muitos saques, bem como 15 navios maiores e quarenta menores, enquanto três navios recém-construídos foram queimados. Depois disso, no entanto, Ismael Gibraltar e Hüseyn Bey restauraram firmemente a ordem na ilha, executando três árabes que desobedeceram às ordens nesse sentido.
500 homens Kasiot foram mortos, mas um massacre geral foi evitado alegadamente porque os primeiros albaneses a desembarcar foram cristãos, que intercederam com seus companheiros muçulmanos para poupar a maioria da população masculina. No entanto, mais de 2.000 mulheres e crianças foram enviadas para os mercados de escravos do Egito e Creta. O almirante egípcio conseguiu recrutar um número considerável de sobreviventes - bem como das ilhas vizinhas de Karpathos e Symi - como marinheiros para sua própria frota, oferecendo um salário de 50 kuruş por mês, antes de retornar em triunfo para Alexandria com seus navios capturados, bem como quinze anciãos e as famílias dos principais Kasiots como reféns.

## Rescaldo
A notícia do perigo enfrentado por Kasos chegou a Hydra no dia 21, e a frota grega se mobilizou com muita demora e dificuldade, não chegando antes da ilha até 2 de julho. O agha deixado como governador por Ismael Gibraltar fugiu da ilha para Karpathos, mas a ilha foi totalmente destruída; O vice-almirante Georgios Sachtouris e seus capitães propuseram aos ilhéus transportá-los para o Peloponeso, mas os kasiotas recusaram, e a frota grega, recebendo a notícia de que a principal frota otomana havia zarpado de Constantinopla, foi forçada a deixar a ilha. De fato, a destruição de Kasos foi seguida logo depois por outro golpe mais pesado para os gregos: a destruição de Psara.